# Ritratto romano repubblicano
Il ritratto romano repubblicano è una forma artistica dell'arte romana, databile tra l'inizio del I secolo a.C. e il 50 a.C. circa. L'importanza di questa produzione artistica è dovuta alla novità, rispetto ai precedenti ritratti ellenistici, del cosiddetto "verismo", che esprime nella durezza del modellato tutta quella serie di valori tradizionali romani che accomunavano la classe patrizia romana. 

## Ritratto e patriziato

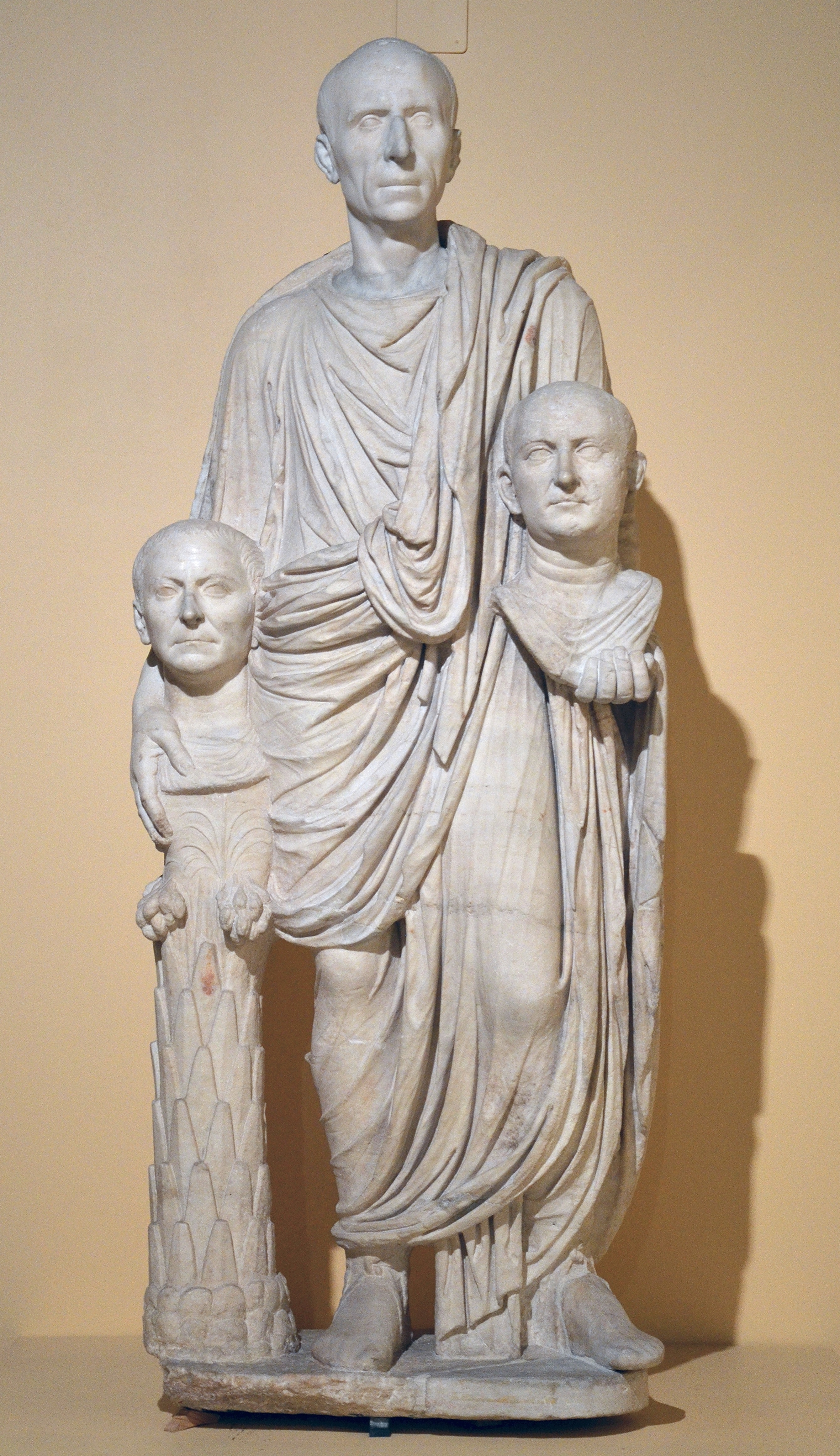
Il Togato Barberini

Polibio descrive dettagliatamente la consuetudine del patriziato romano dello ius imaginum, riconosciuta e disciplinata, che consisteva nel privilegio di tenere immagini degli avi in un armadietto nel tablinium (zona della domus posta di fronte all'atrium, un cortile parzialmente aperto). Questo diritto di tenere ritratti degli avi era ad appannaggio anche delle donne. Per questo si replicavano molte volte, in periodi differenti, le immagini che originariamente erano di cera, poi di bronzo e di marmo. Il ritratto era qualcosa di privato, ma nell'accezione romana, che comprendeva anche lo Stato come suprema famiglia, entro la quale ogni cives aveva un ruolo nella Res publica. Il ritratto assumeva così anche valenze politiche, legate al vanto di avere avi illustri ed all'esempio che le loro figure potevano dare ai giovani, spronati ad eguagliare le imprese più grandi per accrescere la potenza di Roma. La committenza dei ritratti era quindi legata indissolubilmente al patriziato ed ebbe il maggior splendore nell'età sillana. Rende bene questa idea la statua del Togato Barberini, già ai Musei Capitolini e oggi alla Centrale Montemartini di Roma, dove un personaggio mostra con orgoglio i ritratti dei propri antenati, evidenziando in questa usanza la propria casta ed esaltando la sua gens. La stessa statua dimostra anche come queste effigi non fossero ancora nello stile realistico tipico dell'epoca di Silla, ma seguissero il mite naturalismo ellenistico.

## Caratteristiche
I ritratti romani non erano mai una vera riproduzione della maschera di cera modellata sul volto di un defunto. 
A partire da Silla, quando l'arte romana iniziò in più campi a muoversi verso nuovi traguardi rispetto all'arte greca, si sviluppò un nuovo tipo di ritratto ispirato a un'esasperata concezione "catoniana" delle virtù dell'uomo romano: carattere forgiato dalla durezza della vita e della guerra, fierezza, sobrietà, inflessibilità, ragione di stato, paternalismo, interesse di classe, ecc. I patrizi dopotutto detenevano lo ius imaginum, cioè il diritto a tenere ritratti dei propri antenati che venivano mostrati durante le cerimonie pubbliche, e la fioritura di questa forma artistica va sicuramente messa in relazione con il momento di esaltazione che il patriziato ebbe sotto Silla, quando vide soddisfatte le proprie rivendicazioni a discapito del movimento dei Gracchi e dell'avanzare delle forze della plebe. Nonostante la breve durata del fenomeno artistico, esso fu una delle prime "invenzioni" artistiche romane e riflesse una precisa situazione storica, esaurendosi con essa.
Lo stile di queste opere è secco e minuzioso nella resa dell'epidermide solcata dagli anni e dalle dure condizioni della vita tradizionale contadina. Il ritratto "veristico" divergeva definitivamente dai modelli alessandrini (ed ellenistici in generale) con i volti ridotti a dure maschere, dove non sono risparmiati i segni del tempo e della vita dura. Vi si legge un certo disprezzo altezzoso e un'inflessibile durezza, come nel famoso ritratto 535 del Museo Torlonia. Queste caratteristiche sembrano discostarsi volontariamente dall'eleganza e la mondanità degli sciolti ritratti ellenistici. 
La dizione di "ritratto repubblicano" è comunque convenzionale: nello stesso periodo convissero a Roma anche altre correnti che non rientrano in questo stile.

## Evoluzione stilistica

Ritratto di Aulo Postumio Albinio, Musei vaticani

Il punto di partenza per tale innovazione artistica fu senza dubbio il ritratto ellenistico fisiognomico, non tanto le opere etrusche perché esse furono influenzate da quelle romane e non viceversa (si pensi alla statua dell'Arringatore). 

### Fase di transizione
Il ritratto di Postumio Albino (console nel 99 a.C.) è una figura di transizione, dove il ricco plasticismo ellenistico e la sua patetica espressione è già rotta da qualche tocco di incisione sulla superficie, che accentua l'età e le vicissitudini delle imprese personali.

### Fase del "verismo"
Tra gli esempi più significativi del "verismo patrizio", che ebbe la migliore fioritura nel decennio 80-70 a.C., ci sono la testa 535 del Museo Torlonia (replica tiberiana), il velato del Vaticano (replica della prima età augustea), il ritratto di ignoto di Osimo, il busto 329 dell'Albertinum di Dresda, ecc. 

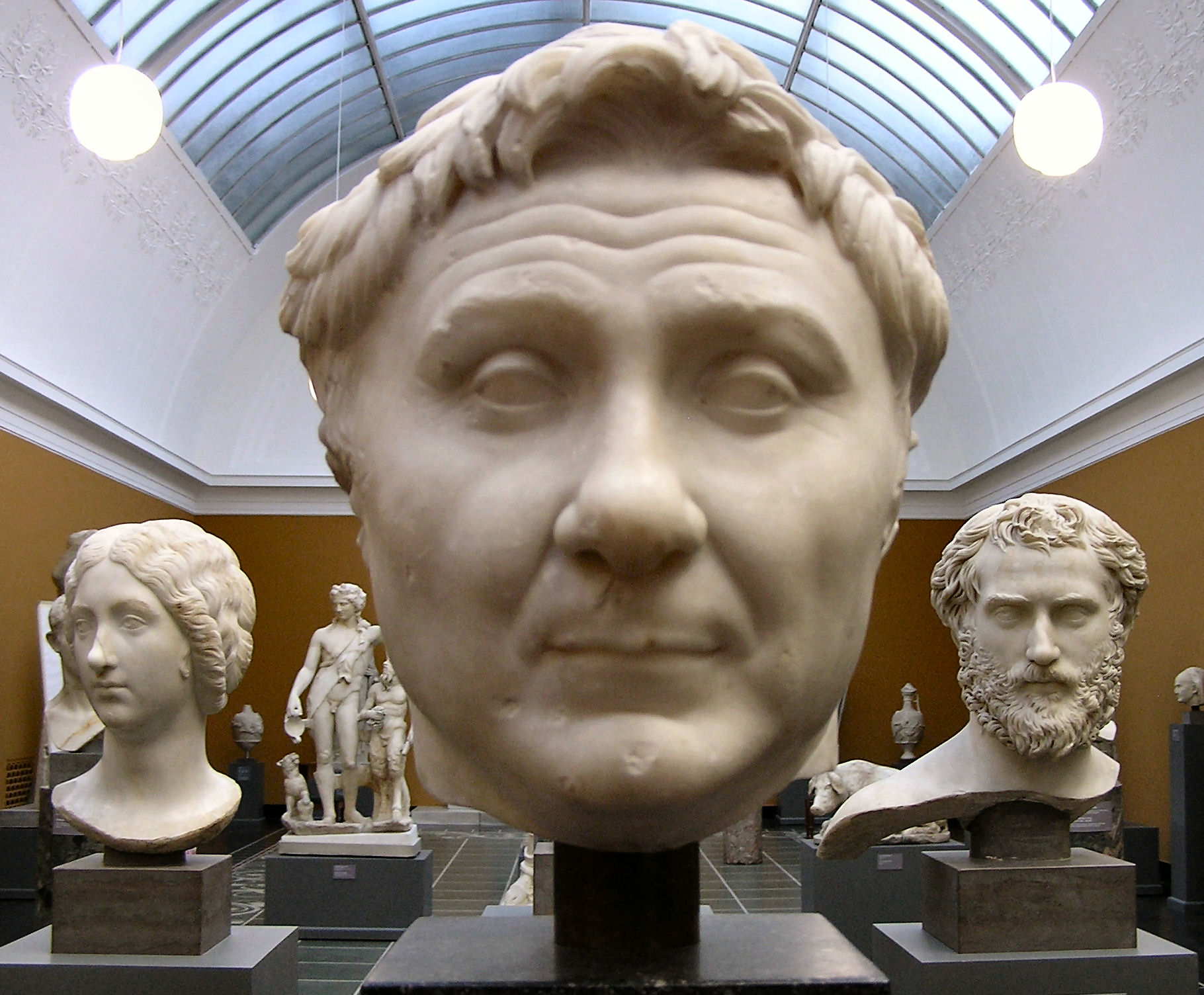
Ritratto di Pompeo di Copenaghen

### Fase "mista"
Il crudo verismo di queste opere è mitigato in altri esempi (70-50 a.C.) dal plasticismo più ricco e una rappresentazione più organica e meno tetra, con la rigidezza patrizia mitigata da un'espressione più serena: è il caso la testa 1332 del museo Nuovo dei Conservatori (databile 60-50 a.C.) o il ritratto di Pompeo alla Ny Carlsberg Glyptotek di Copenaghen. Ma anche se in questi esempi riaffiora un riflesso dell'umanità ellenistica, la forma e la tecnica sono comunque strettamente aderenti alla tradizione plastica medio-italica: manca l'espressione retorica e lo sfoggio di ricchezza plastica tipicamente ellenistico, in favore di una sobrietà e di una fresca realizzazione che, anche nelle opere marmoree, sembra riecheggiare l'immediatezza del modellato nella creta, secondo la tradizione etrusca e medio-italica.
Nonostante la rilevanza solo in ambito urbano e la breve durata temporale, il ritratto romano repubblicano ebbe un riflesso e seguito notevole nel tempo, soprattutto nei monumenti funerari delle classi inferiori. Con la diffusione della successiva moda neoattica le classi superiori infatti abbandonarono questo tipo di ritratto, che invece continuò ad essere imitato da coloro che guardavano con desiderio al patriziato, i liberti.

## Altre immagini

Statua di Generale da Tivoli, Museo nazionale romano
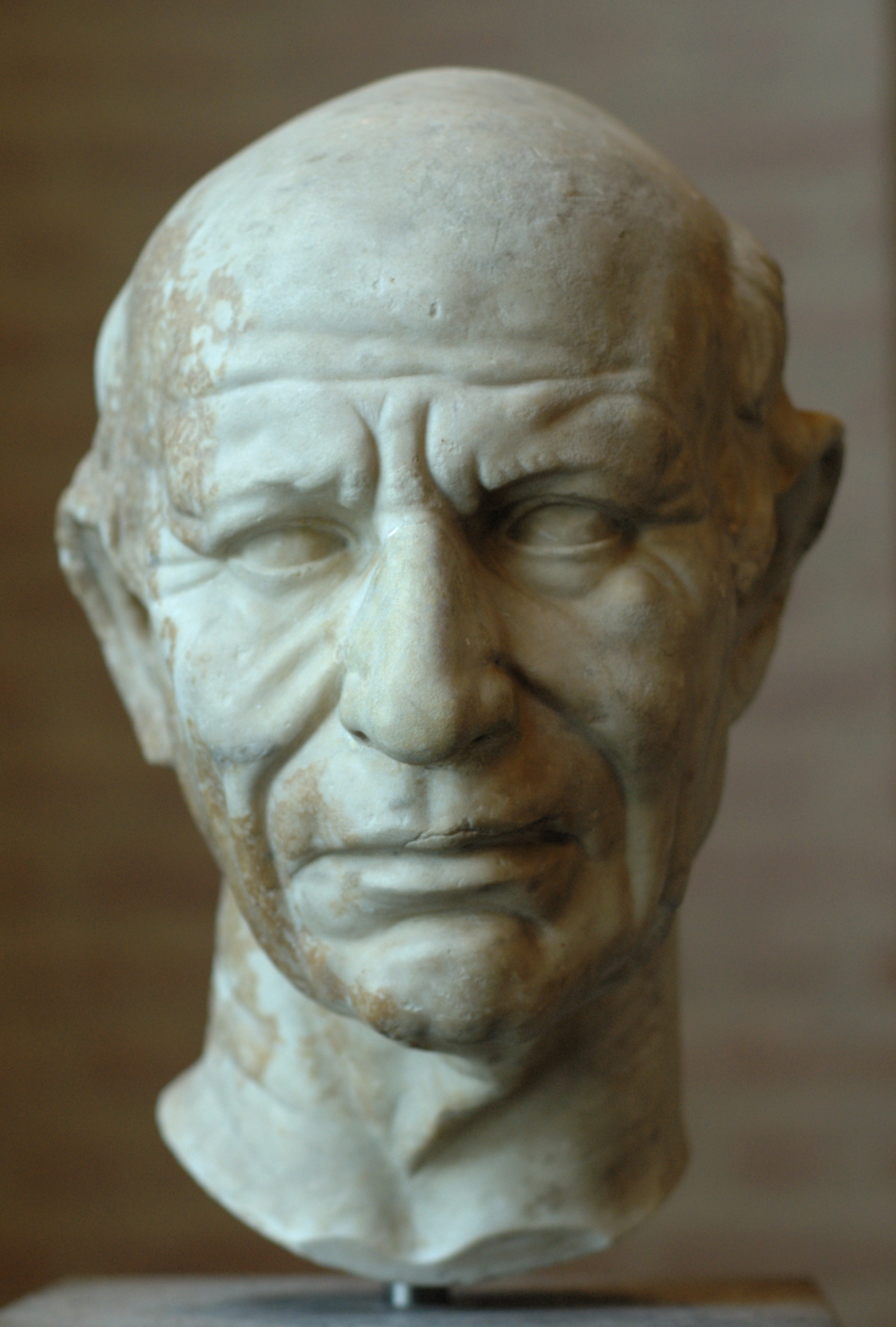
Ritratto di ignoto, Gliptoteca di Monaco, Monaco di Baviera (60 a.C. circa)
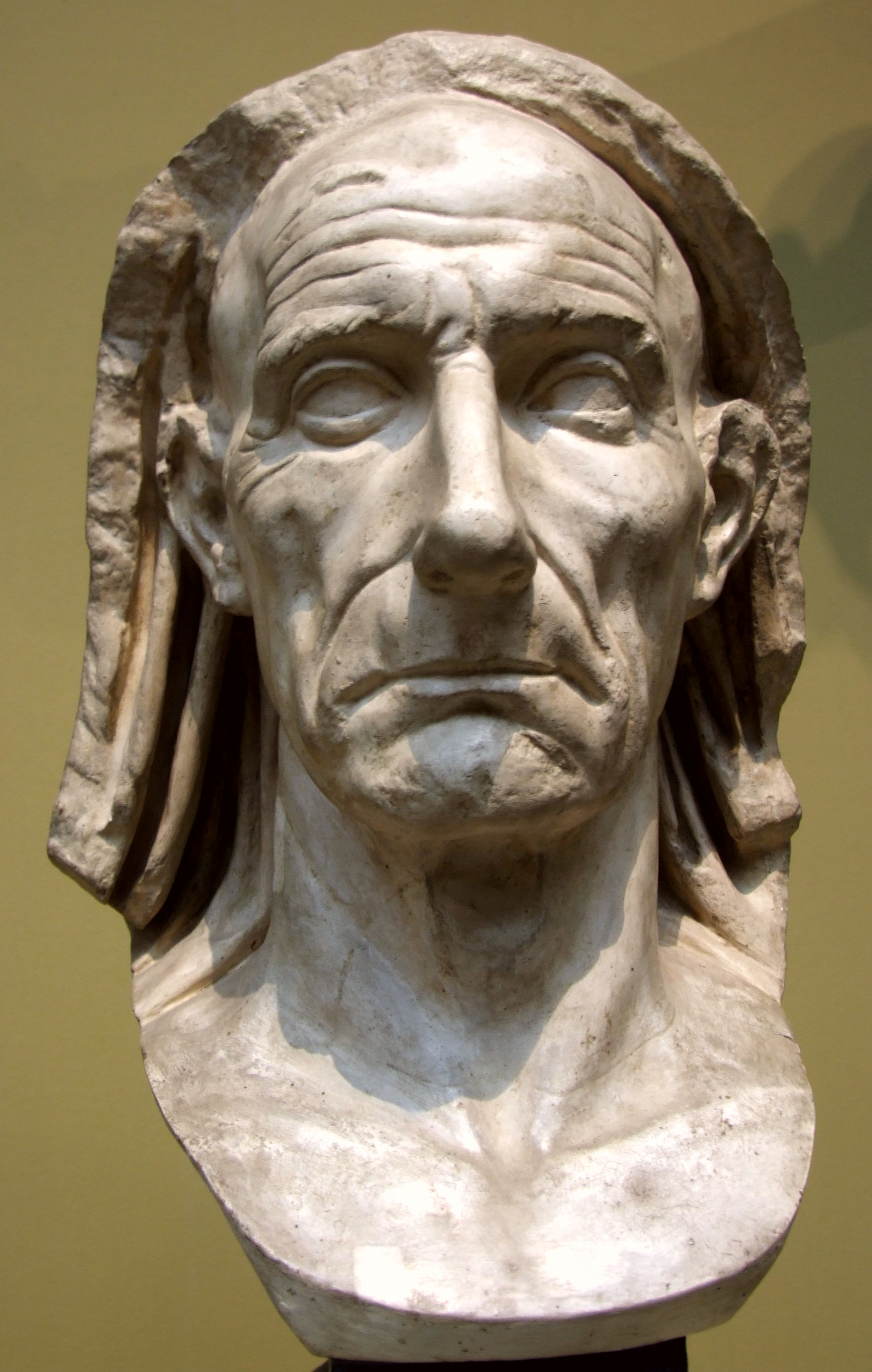
Ritratto virile, dai Musei Vaticani